# Mikrosporija
Mikrosporija ali mikrosporoza je mikoza kože, ki jo povzročajo glive iz rodu Microsporum. Je zlasti kožna bolezen domačih živali, še posebej mačk in psov, prenosljiva pa je tudi na ljudi, vendar se jo da zdraviti.
Mikrosporija je nalezljiva kožna bolezen (dermatofitija). Spada v skupino zoonoz, to je bolezni, ki so nevarne ljudem in živalim in se po naravni poti prenašajo z živali – vretenčarjev na ljudi in obratno. Najpogosteje se pojavi pri mačkah, psih in konjih. Redkeje pri ovcah in le izjemoma pri perutnini. Bolezen je nevarna ljudem, mačja in pasja zlasti otrokom, konjska njihovim oskrbovalcem.
Etiologija: Mikrosporiaza spada med dermatomikoze – bolezni, ki jih povzročajo glivice iz rodu Microsporum. Pomembnejše vrste so:
- Microsporum canis
- Microsporum gypseum
- Microsporum audouinii
- Microsporum eguinum

So visoko specializirane plesni, ki jih imamo lahko za obligatne parazite. Te plesni imajo močno afiniteto za keratinsko substanco in tudi sposobnost za raztapljanje te snovi (keratinolitična sposobnost). Prav ta lastnost jim omogoča življenje na koži in na njenih roževinastih tvorbah.
Dermatofiti živijo na odmrlih oroženelih celicah živega organizma in ne vraščajo v živa tkiva, vendar so le vezani na živ organizem; v keratinskih snoveh, ki so že odpadle z organizma, ne živijo dolgo.

## Klinična slika
Spremembe se pojavljajo na koži, dlaki in na krempljih. Na spremenjenih mestih se dlaka lomi, štrli ali pa popolnoma odpade. Na koži nastanejo lokalne okrogle lezije, ki so čisto brez dlak (alopecija).
Nastajajo gola mesta, ki lahko zajamejo vso površino kože – najpogosteje pri mačkah.
Na koži okuženih živali se lahko pojavijo tudi sivo-bele luske (kot kupčki cigaretnega pepela).
Glivice in njihove zelo odporne spore so pri velikem odstotku mačk prisotne v njihovi dlaki tudi takrat, ko na njih ni videti značilnih sprememb. Take živali so pasivni nosilci povzročiteljev mikrosporije.
Pri mladičih se spremembe pojavljajo po obraznem delu glave (okrog oči, po smrčku) in po tačkah, kar je verjetno posledica okužbe od matere pri pitju mleka. Navadno zbolijo vsi mladiči v leglu.
Lezije so pri psih in mačkah lokalizirane predvsem po glavi in vratu.
Pogoste pa so tudi infekcije krempljev.

## Diagnostika
Bolezen se lahko diagnosticira na podlagi pregleda živali z Woodovo lučjo. Žarišča v zatemnjenem prostoru pod W. lučjo fluorescirajo zelenkasto.
Ker je bolezen na seznamu bolezni, proti katerim moramo ukrepati po zakonu o veterinarstvu, je pooblaščena veterinarska organizacija ob sumu dolžna potrditi ali ovreči sum. Šteje se, da je bolezen potrjena, če se določi povzročitelj bolezni. Potrebna je mikološka identifikacija povzročitelja.

## Zdravljenje
Če je bolezen potrjena, je treba omejiti gibanje okuženih živali, ločiti bolne od zdravih, zdraviti živali in zagotoviti ter vzdrževati primerne higienske razmere.
Pse zdravimo sistemsko s tabletami grizeofulvina ( 25–100 mg/kg telesne teže/dan). Lokalne lezije pa zdravimo z lokalnimi antimikotičnimi preparati (mikonazol, klotrimazol).
Pri mačkah je treba dnevni odmerek (25–50 mg/kg telesne teže) razdeliti na dva dela.
Sistemsko in lokalno zdravljenje je potrebno še 2–4 tedne po prenehanju kliničnih znakov oziroma po negativnih mikoloških izvidih. Zdravljenje lahko traja 1–3 mesece.

## Mikrosporija pri ljudeh (Tinea microsporica)
Na neporasli koži (predvsem na odkritih mestih: obraz, vrat, zgornja uda) in porasli koži vidimo okrogla žarišča z močnejšim vnetnim robom. Žarišča se širijo na robu, med tem, ko v sredi usihajo. Luščenje je posebno izrazito na periferiji.
Na lasišču vidimo okrogla žarišča, kjer so lasje odlomljeni nekaj mm nad površino kože.
Redko se razvije globoka oblika z močnim vnetjem, oteklino in folikularnimi čepi, iz katerih se izceja gnoj.